# Laschampská událost
Laschampská událost byla geomagnetická exkurze, neboli dočasné přepólování a oslabení magnetického pole Země, ke kterému došlo před 41 000 až 42 000 lety, během posledního ledového období. Označení pochází z geomagnetických anomálií zjištěných v roce 1960 v lávových proudech ve francouzském Laschamps v oblasti Clermont-Ferrand. Laschampská událost byla první známou geomagnetickou exkurzí a zůstává nejdůkladněji studovanou mezi dosud známými geomagnetickými exkurzemi. Během této exkurze migrovaly magnetické póly Země asi 250 let a v opačné pozici setrvaly přibližně 440 let, aby se následně vrátily zpět. Magnetické pole Země tímto bylo výrazně oslabeno a dovolilo pronikat daleko většímu množství kosmického záření a slunečního větru. Výsledkem bylo ztenčení ozonové vrstvy.
Předpokládá se, že následky této události – oslabení ozonosféry a s tím související nárůst UV záření – mohly mít podíl kupříkladu na vymření neandrtálců, megafauny v Austrálii a „přesun“ moderních lidí do jeskyň.